# Whole Lotta Love
Whole Lotta Love е песен на английската рок група „Лед Зепелин“. Това е началната песен във втория албум на групата, Led Zeppelin II, и е издадена като сингъл през 1969 г. в няколко страни, но не и в Обединеното кралство, както и при други песни на групата. В Съединените американски щати това е първият хит на групата и е награден заради физически продажби със „златен сертификат“ от Асоциацията на звукозаписната индустрия в Америка. Части от песента са адаптирани от You Need Love на Уили Диксън, записана от Мъди Уотърс през 1962 г.; първоначално неназовано името на Уили Диксън, той завежда съдебно дело през 1985 г., което е уредено с плащане към Диксън и вписване на имената му при последващи издавания на песента.
На 7 ноември 1969 г. Whole Lotta Love е издадена като сингъл в няколко страни, с Living Loving Maid (She's Just a Woman) като Б-страна. „Билборд“ описва сингъла като „мощен, комерсиален суингър, който не би трябвало да има проблеми с влизането на [„Лед Зепелин“] в Хот 100.“ В Обединеното кралство „Атлантик Рекърдс“ очаква издаване на редактирана версия и опитва това с първоначалните копия на 5 декември 1969 г., но това е отменено по искане на мениджъра на групата Питър Грант.
Джими Пейдж измисля китарния риф за Whole Lotta Love през лятото на 1968 г. на своята лодка по река Темза в Пангбърн, Бъркшир, Англия. Джон Пол Джоунс заявява, че известният риф на Пейдж вероятно се появява от сценична импровизация по време на свиренето на Dazed and Confused от групата. Пейдж отрича, че песента произлиза от сцената и казва, че че той има рифа, а останалите го вземат оттам.
През 2004 г. песента е класирана на 75-о място в списъка на списание „Ролинг Стоун“ за „500-те най-велики песни на всички времена“, докато през март 2005 г. списание „Кю“ поставя Whole Lotta Love под № 3 в своя списък със „100-те най-велики китарни песни“. Песента е класирана и като № 11 в подобен списък от „Ролинг Стоун“. През 2009 г. е обявена за третата най-велика хардрок песен на всички времена от „Ви Ейч Уан“, a през 2014 г. слушателите на „Би Би Си 2“ избират Whole Lotta Love за най-великия китарен риф за всички времена.

## Музиканти
- Робърт Плант – вокали
- Джими Пейдж – китара, теремин
- Джон Пол Джоунс – бас китара
- Джон Бонъм – барабани

## Признания
| Публикация                    | Държава   | Признание                                                                   | Година | Ранг |
| ----------------------------- | --------- | --------------------------------------------------------------------------- | ------ | ---- |
| Списание „Спин“               | САЩ       | „100-те най-велики сингли на всички времена“                                | 1989   | 39   |
| Зала на славата на рокендрола | САЩ       | „500-те песни, които оформиха рокендрола в Залата на славата на рокендрола“ | 1994   | *    |
| Списание „Класик Рок“         | ОК        | „Десет от най-добрите песни на всички времена!...“                          | 1999   | 30   |
| Списание „Ролинг Стоун“       | САЩ       | „500 най-велики песни на всички времена“                                    | 2003   | 75   |
| Списание „Кю“                 | ОК        | „100-те най-велики песни на китара!“                                        | 2005   | 3    |
| Тоби Кресуел                  | Австралия | „1001 песни: Великите песни на всички времена“                              | 2005   | *    |
| „Грами“                       | САЩ       | „Награда Грами в Залата на славата“                                         | 2007   | *    |
| Списание „Ролинг Стоун“       | САЩ       | „100-те най-велики песни на китара на всички времена“                       | 2008   | 11   |
| „Ви Ейч Уан“                  | САЩ       | „100-те най-велики рок песни на всички времена“                             | 2009   | 46   |
| „Ви Ейч Уан“                  | САЩ       | „Ви Ейч Уан Най-великите хардрок песни“                                     | 2009   | 3    |
| „Би Би Си Радио 2“            | ОК        | „Топ 100 на най-добрите китарни рифове на Radio 2“                          | 2014   | 1    |
| Списание „Ролинг Стоун“       | САЩ       | „500-те най-велики песни на Ролинг Стоун за всички времена“                 | 2021   | 128  |

(*) обозначава неподредени списъци.

## Сертификати и продажби
| Страна                            | Сертификат | Сертифицирани бройки / продажби |
| --------------------------------- | ---------- | ------------------------------- |
| Италия Физически продажби         | Платинен   | 50 000                          |
| Великобритания Физически продажби | Златен     | 400 000                         |
| САЩ Физически продажби            | Златен     | 1 000 000                       |

## Изпълнения
„Лед Зепелин“ изпълняват за първи път Whole Lotta Love на 26 април 1969 г., а групата официално издава и други версии записани на живо:
- The Song Remains the Same (28 септември 1976 г., от концерт и филм от 1973 г.)[24]
- BBC Sessions (11 ноември 1997 г., от концерт от 1971 г.)[25]
- How the West Was Won (27 май 2003 г., от концерт от 1972 г.)[26]
- Led Zeppelin DVD (2003 г., от концерти от 1979 г. и 1970 г.)[27]

Whole Lotta Love е последната песен, която „Лед Зепелин“ изпълняват на живо. Въпреки това е изпълнена отново на събиранията на групата на Live Aid през 1985 г. (с барабанистите Фил Колинс и Тони Томпсън), на концерта за 40-ата годишнина на Атлантик Рекърдс през 1988 г. и на концерта в памет на Ахмет Ертегюн в зала „O2 Arena“, Лондон на 10 декември 2007 г. (и двата пъти с барабаниста Джейсън Бонъм).
През 2008 г. преработена версия на Джими Пейдж на китара и Леона Луис на вокалите, е изпълнена в презентацията на „Лондон 2012“ по време на церемонията по закриването на Летните олимпийските игри през 2008 г. в Пекин. И Леона Луис и организаторите поискват някои от текстовете да бъдат променени, по-специално „Ще ти дам всеки инч от любовта си“. Люис смята, че репликата няма никакъв смисъл, идваща от певица.